# Người Canada da đen
Người Canada da đen (tiếng Anh: Black Canadians, tiếng Pháp: Noirs canadiens) là một chỉ định được sử dụng cho những người gốc Phi đen, là công dân hoặc thường trú nhân của Canada. Phần lớn người Canada da đen có nguồn gốc từ vùng Caribe, mặc dù dân số cũng bao gồm những người nhập cư người Mỹ gốc Phi và con cháu của họ (bao gồm cả người Nova Scotia da đen), cũng như nhiều người nhập cư châu Phi.
Người Canada da đen thường vẽ một sự khác biệt giữa những người gốc Phi-Caribe và những người gốc Phi khác. Thuật ngữ Canada gốc Phi đôi khi được sử dụng bởi một số người Canada da đen theo dõi di sản của họ cho những nô lệ đầu tiên được thực dân Anh và Pháp mang đến lục địa Bắc Mỹ. Lời hứa tự do của người Anh trong Cách mạng Mỹ, hàng ngàn người trung thành với người da đen đã được tái định cư bởi Quân chủ Canada sau đó, như Thomas Peters. Ngoài ra, ước tính khoảng mười đến ba mươi ngàn nô lệ chạy trốn đã đạt được tự do ở Canada từ miền Nam Hoa Kỳ trong những năm chống sốt rét, được hỗ trợ bởi những người dọc theo Đường sắt ngầm.
Nhiều người da đen gốc Caribe ở Canada từ chối thuật ngữ "Người Canada gốc Phi" như một sự tách biệt về các khía cạnh đặc biệt của vùng Caribe trong di sản của họ, và thay vào đó xác định là người Canada Caribe (tiếng Pháp: Canadien des Caraïbes). Không giống như ở Hoa Kỳ, nơi người Mỹ gốc Phi đã trở thành một thuật ngữ được sử dụng rộng rãi, tại Canada, những tranh cãi liên quan đến việc phân biệt di sản châu Phi hoặc Caribe đã dẫn đến thuật ngữ "Người Canada da đen" được chấp nhận rộng rãi ở đó.
Người Canada da đen đã đóng góp cho nhiều lĩnh vực văn hóa Canada. Nhiều nhóm thiểu số có thể nhìn thấy đầu tiên nắm giữ các cơ quan công quyền cao là Đen, bao gồm Michaëlle Jean, Donald Oliver, Stanley G, Gri Muff, Rosemary Brown và Lincoln Alexander, lần lượt mở ra cánh cửa cho các nhóm thiểu số khác. Người Canada da đen tạo thành nhóm thiểu số có thể nhìn thấy lớn thứ ba ở Canada, sau người Canada gốc Nam Á và Trung Quốc.

## Lịch sử
Một trong những khía cạnh được chú ý hơn trong lịch sử Canada đen là trong khi phần lớn người Mỹ gốc Phi theo dõi sự hiện diện của họ ở Hoa Kỳ thông qua lịch sử nô lệ, thì sự hiện diện của người da đen ở Canada bắt nguồn gần như hoàn toàn trong nhập cư tự nguyện. Mặc dù các động thái khác nhau có thể làm phức tạp mối quan hệ cá nhân và văn hóa giữa con cháu của những người trung thành với người da đen ở Nova Scotia, hậu duệ của những người nô lệ Mỹ trước đây coi Canada là lời hứa tự do ở cuối đường sắt ngầm và những người nhập cư gần đây từ Caribe hoặc châu Phi, một yếu tố phổ biến liên kết tất cả các nhóm này là họ ở Canada vì họ hoặc tổ tiên của họ chủ động chọn ý chí tự do của họ để định cư ở đó.

## Dân số
Theo điều tra dân số năm 2006 của Thống kê Canada, 783.795 người Canada được xác định là người da đen, chiếm 2,5% toàn bộ dân số Canada. Trong dân số da đen, 11% được xác định là chủng tộc hỗn hợp "trắng và đen". Năm tỉnh đông dân nhất năm 2006 là Ontario, Québec, Alberta, British Columbia và Nova Scotia. Mười khu vực đô thị dân số đông dân nhất là Toronto, Montréal, Ottawa, Calgary, Vancouver, Edmonton, Hamilton, Winnipeg, Halifax và Oshawa. Preston, ở khu vực Halifax, là cộng đồng có tỷ lệ người da đen cao nhất, với 69,4%; đó là một khu định cư nơi vương thất cung cấp đất cho những người trung thành với người da đen sau Cách mạng Mỹ.
Theo điều tra dân số năm 2011, tổng số 945.665 người Canada da đen đã được tính, chiếm 2,9% dân số Canada. Trong Tổng điều tra dân số năm 2016, dân số da đen có tổng cộng 1.198.540 người, chiếm 3,5% dân số cả nước.